# پروتوپاناکساتری‌ال
پروتوپاناکساتری‌ال (به انگلیسی: Protopanaxatriol) یک ترکیب شیمیایی با شناسه پاب‌کم ۹۸۴۷۸۵۳ است.